# Jerker Hans-Ers
Jonas Jerker Hans-Ers, född 7 april 1998 i Arbrå i Hälsingland, är en svensk musiker och kompositör.
Hans-Ers är i grunden en traditionsmusiker men har genom åren även kombinerat detta med modern musik. Förutom egna projekt och grupper har han arbetat med artister och band som Jens Hult, Ida Wiklund och Hökartorget. Hans-Ers har studerat vid Musikkonservatoriet i Falun, Högskolan för scen och musik i Göteborg och Kungliga Musikhögskolan i Stockholm.

## Medlem i grupperna
- Hans-Ers, Rutanen & Dillner (sedan 2014)
- AXVY (sedan 2018)
- Northern Resonance (sedan 2018)

## Priser och utmärkelser
- 2014: Diplom före Zornmärket i brons
- 2014: Årets Unga Folkmusikband(Hans-Ers, Rutanen & Dillner)
- 2015: Pål-Olle Stipendiet
- 2015: Zornmärket i brons
- 2016: Vinnare av Imagine Sweden(Blunda)
- 2016: Diplom före Zornmärket i silver
- 2017: Hugo Alfvén Stipendiet
- 2018: Zornmärket i silver(Riksspelman)
- 2019: Päkkos Gustafs stipendiet

## Diskografi (i urval)

### Hans-Ers, Rutanen & Dillner
- 2017: Jäkta (Singel)
- 2017: Jäkta (Debutalbum)

### AXVY
- 2019: AXVY (Debutalbum)

- 2020: Höstdans (singel)

- 2020: Älven | Lämnar stan (singel)

- 2022: I Midvintertid (EP)

### Northern Resonance
- 2019: Hemfärd | Musses Vaggvisa (Singel)

- 2020: Northern Resonance (debutalbum )

- 2022: I Midvintertid (EP)

### Medverkar på
- 2015: GUF 4 Life (Gävleborgs Ungdomsfolkband) (Album)
- 2019: Lyckligast Nu (Jens Hult & Ida Wiklund), (Singel)
- 2019: Idioterna Vinner (Hökartorget), (Album)
- 2019: Pärlplatta (Karin Hans-Ers), (Album)